# Uliczno
Uliczno es una localidad del distrito de Dzierżoniów, en el voivodato de Baja Silesia (Polonia). 

## Localización
Se encuentra en el suroeste del país, dentro del término municipal de Łagiewniki, a unos 16 km al nordeste de Dzierżoniów, la capital del distrito, y a unos 42 al suroeste de Breslavia, la capital del voivodato. 

## Historia
Uliczno perteneció a Alemania hasta 1945, año en el que pasó a formar parte del voivodato polaco de Breslavia hasta 1998.
- Datos: Q7878983